# Oliarus scylla
Oliarus scylla är en insektsart som beskrevs av Rauno E. Linnavuori 1973. Oliarus scylla ingår i släktet Oliarus och familjen kilstritar. Inga underarter finns listade i Catalogue of Life.